# Paulo Isidoro
Paulo Isidoro, teljes nevén  Paulo Isidoro de Jesus (Belo Horizonte, 1953. augusztus 3. –) brazil labdarúgó-középpályás.

## Sikerei
- 1-szeres Série A bajnok:
  - Grêmio Foot-Ball Porto Alegrense: 1981
- 4-szeres Mineiro bajnok:
  - Atlético Mineiro: 1976, 1978, 1979
  - Cruzeiro: 1990
- 1-szeres Gaúcho bajnok:
  - Grêmio Foot-Ball Porto Alegrense: 1980
- 1-szeres Paulista bajnok:
  - Santos: 1984